# Hummingbird Heartbeat
„Hummingbird Heartbeat“ je píseň americké zpěvačky Katy Perry, která vyšla na jejím třetím studiovém albu, Teenage Dream (2010). Hudebně se jedná o hardrockovou píseň ve stylu 80. let, která obsahuje směs prvků z rocku a elektroniky. Textově píseň přirovnává pocit lásky k rychlosti srdečního tepu kolibříka.
| Charts (2010–2012) | Vrchol pozice |
| ------------------ | ------------- |
| Austrálie          | 34            |
| Jižní Korea        | 124           |